# Dodge Hornet (concept de 2006)
Ne doit pas être confondu avec Dodge Hornet.
La Dodge Hornet est un concept car de mini-monospace du constructeur américain Dodge et dévoilé en 2006. C'est la première tentative de Dodge pour construire une voiture aussi petite, la voiture devait sortir en 2010, mais après la crise financière mondiale de 2007-2008 et la restructuration du groupe Chrysler, le concept a été abandonné.
Les droits sur le nom « Hornet » sont passés à Chrysler (la société mère de Dodge) lors de son acquisition d'AMC en 1987.

## Dodge Hornet (concept car)

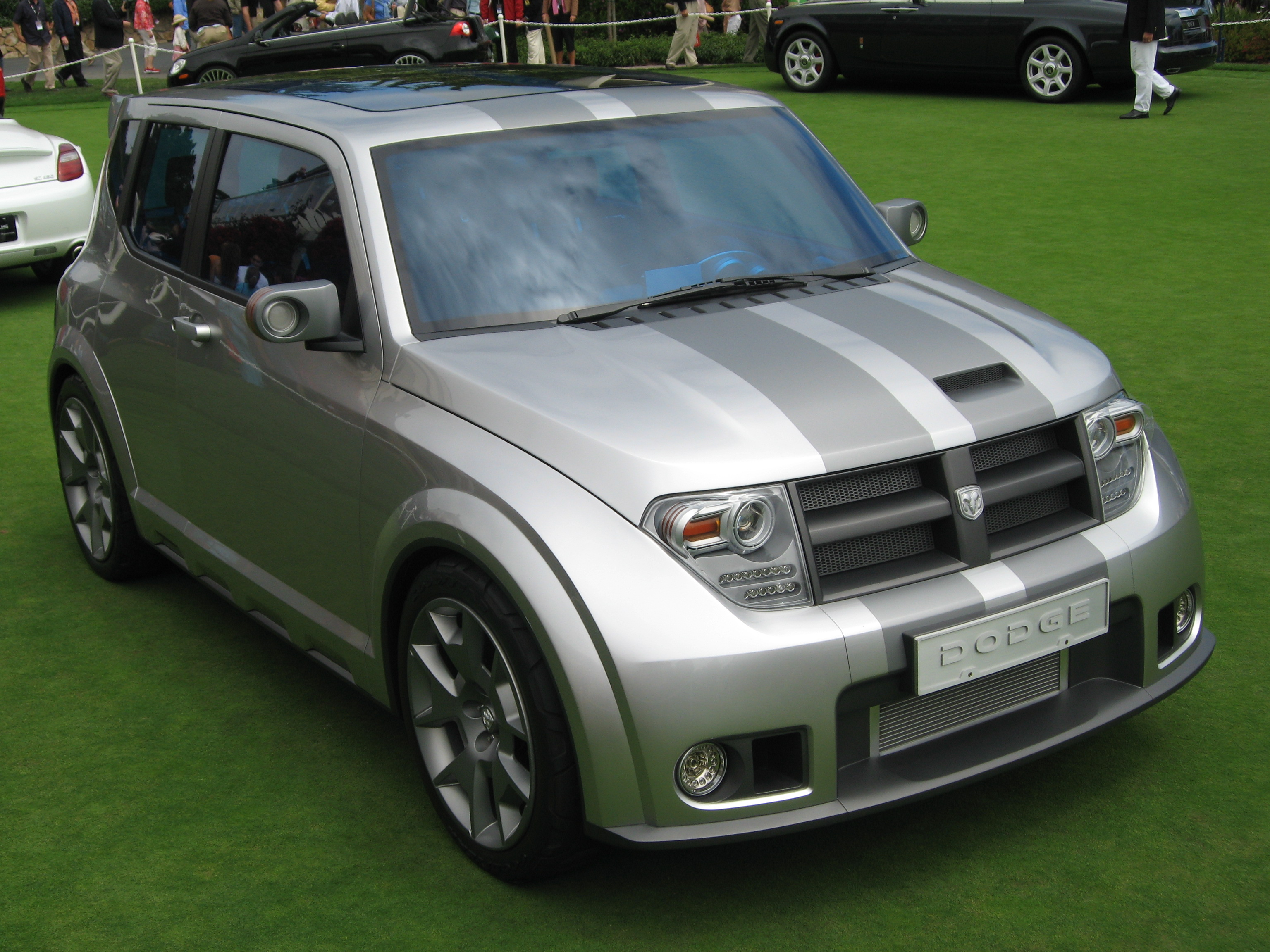
Concept de la Dodge Hornet 2006, présenté au concours d'élégance de Pebble Beach.

En 2006, dans le cadre de sa stratégie d'expansion sur le marché européen, Dodge présente le concept-car Dodge Hornet, un minispace appartenant au segment B. Ce véhicule est destiné à séduire une clientèle jeune et urbaine, principalement en Europe. Le constructeur amorce ainsi une tournée des salons automobiles européens afin de promouvoir cette nouvelle orientation.
Le développement du Hornet repose initialement sur l'utilisation d'une plateforme de citadine existante. Plusieurs options sont étudiées, notamment une base fournie par Mitsubishi, puis ultérieurement celle de la Volkswagen Polo. En 2008, le projet évolue dans le cadre d’un partenariat entre Chrysler et Nissan, avec l’intention d’utiliser la plateforme de la Nissan Versa.
Selon Dodge, le concept-car de 2006 adopte une esthétique inspirée du rallye et est motorisé par un bloc quatre cylindres Tritec suralimenté de 1,6 litre, développant une puissance de 172 chevaux (127 kW). Cette motorisation permet au véhicule d’atteindre les 97 km/h en 7,5 secondes, avec une vitesse maximale estimée à 217 km/h. Le moteur est issu d'une coentreprise entre Chrysler et BMW, située au Brésil,.
La mise en production du modèle de série était initialement prévue pour 2010. Cependant, la crise financière mondiale de 2007-2008, conjuguée à la procédure de faillite de Chrysler sous le Chapitre 11 du droit américain, entraîne l’abandon du projet et la fin du développement du Dodge Hornet.